# Edward Young

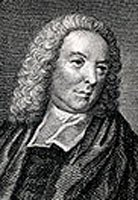
Edward Young

Edward Young (Upham, Hampshire, 3 juli 1683 -  Welwyn, Hertfordshire, 5 april 1765)  was een Engels dichter en toneelschrijver.
Hij was een zoon van de geestelijke Edward Young, de latere deken van Salisbury, en werd opgeleid aan Winchester College en de Universiteit van Oxford, waar hij afstudeerde in de rechten.
Young ambieerde een carrière in de politiek, maar slaagde op dat vlak niet en uiteindelijk werd hij in 1727 dominee in Welwyn en verwierf dankzij een lofdicht een positie als kapelaan aan het hof van George II. In 1731 trouwde hij met Elizabeth Lee, een dochter van de 2e graaf van Lichfield. Inmiddels had hij enige faam verworven als tragedie- en satireschrijver. Het grootste deel van zijn werk is in de vergetelheid geraakt.
Na diverse gelegenheidsgedichten verscheen in 1719 zijn tragedie Busiris, King of Egypt, dat in het koninklijk theater Drury Lane werd opgevoerd. De tragedie Revenge werd daar opgevoerd in 1721. Een derde stuk, getiteld  The Brothers werd in 1753 in hetzelfde theater gespeeld en gepubliceerd.
Het werk waaraan Young zijn nog blijvende faam ontleent is The Complaint, or Night Thoughts on Life, Death and Immortality, gewoonlijk kortweg bekend als Night Thoughts. Hieraan werkte hij van 1742 tot 1748 en het werd bij verschijning een enorm succes. Het werd in twaalf talen vertaald, waaronder het Russisch, Zweeds en Hongaars en de vrij morbide en introspectieve inhoud leidde mede tot het ontstaan van de Graveyard School, een groep van schrijvers die zich onder meer bezighield met het schrijven over de vergankelijkheid van het leven, een van de thema's van de preromantiek. Night Thoughts werd in 1797 geïllustreerd door William Blake.